# Direktor des Bundesrates
Der Direktor des Bundesrates leitet das beim  Bundesrat eingerichtete Sekretariat im Auftrag des Bundesratspräsidenten.  Er ist damit – vor allem in der Zeit zwischen den Plenarsitzungen – Sachwalter des Präsidenten des Bundesrates, der wegen seiner Hauptfunktion als Ministerpräsident eines Landes nicht ständig am Sitz des Bundesrates tätig sein kann. Er unterstützt den Präsidenten bei der Vorbereitung und Durchführung der Plenarsitzungen. Im Plenum sitzt der Direktor zur Rechten des Präsidenten. Mit Wirkung zum 1. Februar 2013 wurde der damalige Amtsinhaber zum Staatssekretär ernannt.
In seiner Sitzung am 27. März 2015 stimmte der Bundesrat dem Vorschlag seines Präsidenten zu, dass die bisherige stellvertretende Direktorin Dr. Ute Rettler, am 1. April 2015 Gerd Schmitt, der in den Ruhestand ging, im Amt folgt. Das Amt des stellvertretenden Direktors wird derzeit von Georg Kleemann bekleidet.

## Rechtsgrundlagen
Die Rechtsgrundlage für das Amt des Direktors ergibt sich aus der Stellung des Bundesrates als Verfassungsorgan (Art. 50 GG) und der Geschäftsordnungsautonomie (Art. 52 Abs. 3 Satz 2 GG). Die Geschäftsordnung des Bundesrates enthält nähere Bestimmungen über die Funktion des Direktors. Zu seinen wesentlichen Aufgaben gehört es, auf der politischen Ebene den Kontakt zum Deutschen Bundestag, zur Bundesregierung und zu den Regierungen der Länder zu pflegen. Er nimmt an den Sitzungen des Ständigen Beirats teil und steht so in permanentem Kontakt zu den Bevollmächtigten der Länder beim Bund. Ferner bestimmt § 129 Abs. 2 des Bundesbeamtengesetzes, dass der Direktor des Bundesrates, soweit er Beamter auf Lebenszeit ist, jederzeit in den einstweiligen Ruhestand versetzt werden kann.
In der Besoldungsordnung B ist das Amt des Direktors des Bundesrates in der Besoldungsgruppe B 11 ausgewiesen.

## Direktoren des Bundesrates seit 1950
| Nr. | Name                 | Lebensdaten | Beginn der Amtszeit | Ende der Amtszeit  |
| --- | -------------------- | ----------- | ------------------- | ------------------ |
| 1   | Hermann Katzenberger | 1891–1958   | 1. Januar 1950      | 30. Juni 1951      |
| 2   | Albert Pfitzer       | 1912–2000   | 15. Juni 1951       | 30. Juni 1978      |
| 3   | Gebhard Ziller       | 1932–2024   | 1. Juli 1978        | 3. April 1987      |
| 4   | Georg-Berndt Oschatz | * 1937      | 1. Mai 1987         | 30. April 2002     |
| 5   | Dirk Brouër          | 1945–2016   | 1. Mai 2002         | 30. September 2010 |
| 5   | Gerd Schmitt         | * 1949      | 1. Oktober 2010     | 31. März 2015      |
| 6   | Ute Rettler          | * 1961      | 1. April 2015       | im Amt             |